# Universal Monsters

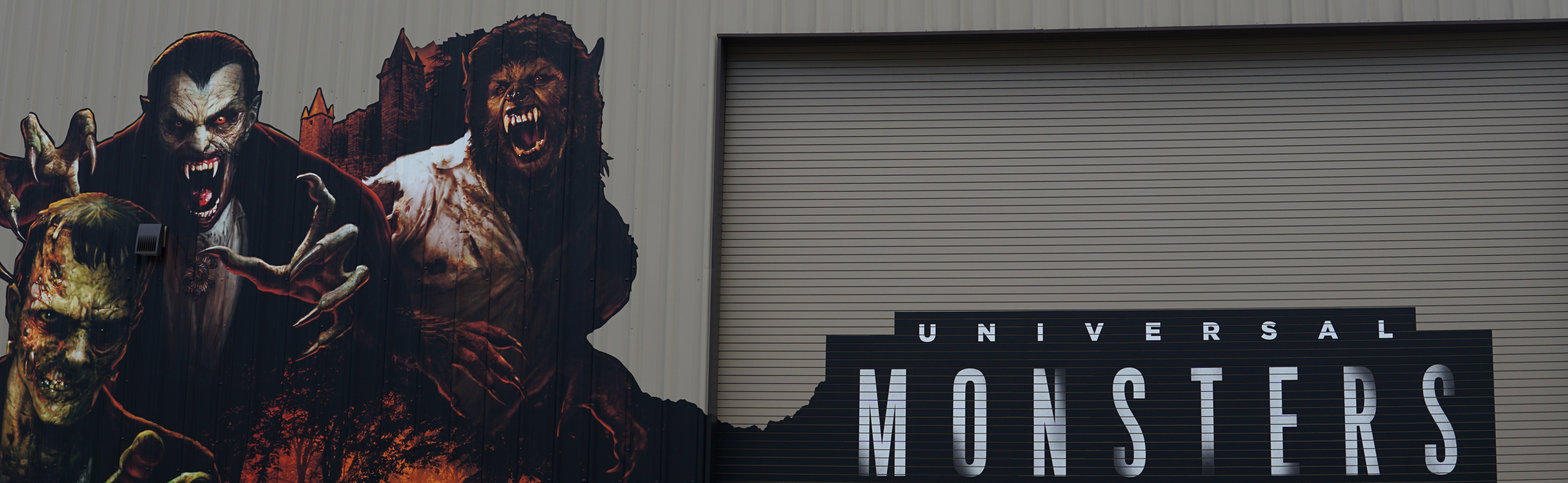
Painel com Frankenstein, Drácula e Lobisomem na Universal Orlando Resort.

Universal Monsters  são os filmes de terror da Universal Studios entre as décadas de 1930 a 1950. Foi a primeira série de filmes em um universo ficcional compartilhado. Depois do sucesso de The Hunchback of Notre Dame e The Phantom of the Opera nos anos 20, a Universal adaptaria Drácula e Frankenstein, que junto da Múmia, O Homem Invisível (1933), e O Lobisomem receberiam várias sequências em que os monstros se encontrariam. O plantel de monstros também inclui o Monstro da Lagoa Negra, estrela de 3 filmes. Estrelas dos filmes incluíam Boris Karloff, Lon Chaney, e Bela Lugosi.

## Filmes originais

### Década de 1920
| Filme                       | Ano  | Diretor(es)     | Roteirista(s) | Enredo por | Produtor(es) |
| --------------------------- | ---- | --------------- | --- | --- | ------------ |
| The Hunchback of Notre Dame | 1923 | Wallace Worsley | Edward T. Lowe Jr. | Edward T. Lowe Jr. | Carl Laemmle |
| The Phantom of the Opera    | 1925 | Rupert Julian   | Walter Anthony, Elliott J. Clawson, Bernard McConville, Frank M. McCormack, Tom Reed, Raymond L. Schrock, Jasper Spearing & Richard Wallace | Walter Anthony, Elliott J. Clawson, Bernard McConville, Frank M. McCormack, Tom Reed, Raymond L. Schrock, Jasper Spearing & Richard Wallace | Carl Laemmle |

### 1930
| Filme                 | Ano                   | Diretor(es)     | Roteirista(s)                                                                           | Enredo por                           | Produtor(es)                       |
| --------------------- | --------------------- | --------------- | --------------------------------------------------------------------------------------- | ------------------------------------ | ---------------------------------- |
| Dracula               | 1931                  | Tod Browning    | Garrett Fort                                                                            | Garrett Fort                         | Tod Browning and Carl Laemmle, Jr. |
| Frankenstein          | 1931                  | James Whale     | Francis Edward Faragoh & Garrett Fort                                                   | John L. Balderston                   | Carl Laemmle Jr.                   |
| The Mummy             | 1932                  | Karl Freund     | John L. Balderston                                                                      | Nina Wilcox Putnam & Richard Schayer | Carl Laemmle Jr.                   |
| The Invisible Man     | 1933                  | James Whale     | R. C. Sherriff                                                                          | R. C. Sherriff                       | Carl Laemmle Jr.                   |
| Bride of Frankenstein | 1935                  | James Whale     | William Hurlbut                                                                         | William Hurlbut & John L. Balderston | Carl Laemmle Jr.                   |
| Werewolf of London    | 1935                  | Stuart Walker   | John Colton, Robert Harris, Harvey Gates, Edmund Pearson, James Mulhauser & Aben Kandel | Robert Harris                        | Stanley Bergerman                  |
| Dracula's Daughter    | 11 de maio de 1936    | Lambert Hillyer | Garrett Fort                                                                            | Oliver Jeffries                      | E. M. Asher                        |
| Son of Frankenstein   | 13 de janeiro de 1939 | Rowland V. Lee  | Wyllis Cooper                                                                           | Wyllis Cooper                        | Rowland V. Lee                     |

### Década de 1940
| Filme                                 | Ano                     | Diretor(es)          | Roteirista(s)                                       | Enredo por                                    | Produtor(es)                   |
| ------------------------------------- | ----------------------- | -------------------- | --------------------------------------------------- | --------------------------------------------- | ------------------------------ |
| The Invisible Man Returns             | 12 de janeiro de 1940   | Joe May              | Kurt Siodmak & Lester Cole                          | Kurt Siodmak & Joe May                        | Ken Goldsmith                  |
| The Mummy's Hand                      | 1940                    | Christy Cabanne      | Griffin Jay and Maxwell Shane                       | Griffin Jay and Maxwell Shane                 | Ben Pivar                      |
| The Invisible Woman                   | 1940                    | A. Edward Sutherland | Robert Lees, Frederic I. Rinaldo & Gertrude Purcell | Curt Siodmak & Joe May                        | Burt Kelly                     |
| The Wolf Man                          | 1941                    | George Waggner       | Curt Siodmak                                        | Curt Siodmak                                  | George Waggner                 |
| The Ghost of Frankenstein             | 1942                    | Erle C. Kenton       | W. Scott Darling                                    | Eric Taylor                                   | George Waggner                 |
| Invisible Agent                       | 1942                    | Edwin L. Marin       | Curtis Siodmak                                      | Curtis Siodmak                                | Frank Lloyd                    |
| The Mummy's Tomb                      | 1942                    | Harold Young         | Griffin Jay & Henry Sucher                          | Neil P. Varnick                               | Ben Pivar                      |
| Frankenstein Meets the Wolf Man       | 1943                    | Roy William Neill    | Curt Siodmak                                        | Curt Siodmak                                  | George Waggner                 |
| Phantom of the Opera                  | 1943                    | Arthur Lubin         | Samuel Hoffenstein & Eric Taylor                    | John Jacoby                                   | George Waggner                 |
| Son of Dracula                        | 1943                    | Robert Siodmak       | Eric Taylor                                         | Curtis Siodmak                                | Ford Beebe and Donald H. Brown |
| The Invisible Man's Revenge           | 1944                    | Ford Beebe           | Bertram Millhauser                                  | Bertram Millhauser                            | Ford Beebe                     |
| The Mummy's Ghost                     | 1944                    | Reginald LeBorg      | Griffin Jay, Henry Sucher & Brenda Weisberg         | Griffin Jay & Henry Sucher                    | Ben Pivar                      |
| The Mummy's Curse                     | 1944                    | Leslie Goodwins      | Bernard Schubert                                    | Leon Abrams & Dwight V. Babcock               | Oliver Drake                   |
| The House of Frankenstein             | 16 de fevereiro de 1945 | Erle C. Kenton       | Edward T. Lowe                                      | Curt Siodmak                                  | Paul Malvern                   |
| House of Dracula                      | 1945                    | Erle C. Kenton       | Edward T. Lowe                                      | Dwight V. Babcock & George Bricker            | Paul Malvern                   |
| She-Wolf of London                    | 1946                    | Jean Yarbrough       | George Bricker                                      | Dwight V. Babcock                             | Ben Pivar                      |
| Abbott and Costello Meet Frankenstein | 1948                    | Charles T. Barton    | Robert Lees, Frederic I. Rinaldo & John Grant       | Robert Lees, Frederic I. Rinaldo & John Grant | Robert Arthur                  |

### Década de 1950
| Filme                                            | Ano  | Diretor(es)    | Roteirista(s)                                 | Enredo por                       | Produtor(es)    |
| ------------------------------------------------ | ---- | -------------- | --------------------------------------------- | -------------------------------- | --------------- |
| Abbott and Costello Meet the Invisible Man       | 1951 | Charles Lamont | Robert Lees, Frederic I. Rinaldo & John Grant | Hugh Wedlock Jr. & Howard Snyder | Howard Christie |
| Abbott and Costello Meet Dr. Jekyll and Mr. Hyde | 1953 | Charles Lamont | Lee Loeb & John Grant                         | Sid Fields & Grant Garett        | Howard Christie |
| Creature from the Black Lagoon                   | 1954 | Jack Arnold    | Harry Essex & Arthur Ross                     | Maurice Zimm                     | William Alland  |
| Revenge of the Creature                          | 1955 | Jack Arnold    | Martin Berkeley                               | William Alland                   | William Alland  |
| Abbott and Costello Meet the Mummy               | 1955 | Charles Lamont | John Grant                                    | Lee Loeb                         | Howard Christie |
| The Creature Walks Among Us                      | 1956 | John Sherwood  | Arthur Ross                                   | Arthur Ross                      | William Alland  |

### Elenco recorrente
| Character                            | Films            | Films         | Films             | Films                 | Films              | Films               | Films                     | Films             | Films                     | Films                           | Films          | Films                 | Films            | Films                                 | Films                                      |
| Character                            | Dracula          | Frankenstein  | The Invisible Man | Bride of Frankenstein | Dracula's Daughter | Son of Frankenstein | The Invisible Man Returns | The Wolf Man      | The Ghost of Frankenstein | Frankenstein Meets the Wolf Man | Son of Dracula | House of Frankenstein | House of Dracula | Abbott and Costello Meet Frankenstein | Abbott and Costello Meet the Invisible Man |
| ------------------------------------ | ---------------- | ------------- | ----------------- | --------------------- | ------------------ | ------------------- | ------------------------- | ----------------- | ------------------------- | ------------------------------- | -------------- | --------------------- | ---------------- | ------------------------------------- | ------------------------------------------ |
| Monstro de Frankenstein              |                  | Boris Karloff |                   | Boris Karloff         |                    | Boris Karloff       |                           |                   | Lon Chaney Jr.            | Bela Lugosi                     |                | Glenn Strange         | Glenn Strange    | Glenn Strange                         |                                            |
| Conde Drácula                        | Bela Lugosi      |               |                   |                       |                    |                     |                           |                   |                           |                                 | Lon Chaney Jr. | John Carradine        | John Carradine   | Bela Lugosi                           |                                            |
| Lobisomem Larry Talbot               |                  |               |                   |                       |                    |                     |                           | Lon Chaney Jr.    |                           | Lon Chaney Jr.                  |                | Lon Chaney Jr.        | Lon Chaney Jr.   | Lon Chaney Jr.                        |                                            |
| Van Helsing                          | Edward Van Sloan |               |                   |                       | Edward Van Sloan   |                     |                           |                   |                           |                                 |                |                       |                  |                                       |                                            |
| Henry Frankenstein                   |                  | Colin Clive   |                   | Colin Clive           |                    |                     |                           |                   | Cedric HardwickeG         |                                 |                |                       |                  |                                       |                                            |
| O Homem Invisível Jack Griffin       |                  |               | Claude Rains      |                       |                    |                     | Claude RainsP             |                   |                           |                                 |                |                       |                  |                                       | Claude RainsP                              |
| Elizabeth                            |                  | Mae Clarke    |                   | Valerie Hobson        |                    |                     |                           |                   |                           |                                 |                |                       |                  |                                       |                                            |
| Ygor                                 |                  |               |                   |                       |                    | Bela Lugosi         |                           |                   | Bela Lugosi               |                                 |                |                       |                  |                                       |                                            |
| The Invisible Man Geoffrey Radcliffe |                  |               |                   |                       |                    |                     | Vincent Price             |                   |                           |                                 |                |                       |                  | Vincent PriceUV                       |                                            |
| Maleva                               |                  |               |                   |                       |                    |                     |                           | Maria Ouspenskaya |                           | Maria Ouspenskaya               |                |                       |                  |                                       |                                            |
| Elsa Frankenstein                    |                  |               |                   |                       |                    |                     |                           |                   | Evelyn Ankers             | Ilona Massey                    |                |                       |                  |                                       |                                            |

## Refilmagens
A Universal faria um novo Drácula em 1979, e duas décadas depois voltariam ao personagem da Múmia, porém em um filme mais centrado na aventura que no terror. O sucesso de A Múmia levaria a duas continuações, e seu diretor, Stephen Sommers, também exploraria Van Helsing, Drácula, Lobisomem e Frankenstein em Van Helsing. O estúdio também fez uma refilmagem de O Lobisomem em 2010.

## Dark Universe
Em outubro de 2013 Roberto Orci conversou com a IGN e deu a entender que seriam feitos reinícios de A Múmia e Van Helsing, e que eles passariam a ter um universo compartilhado. Novidades foram anunciadas em julho de 2014 quando a Universal anunciou a entrada de Alex Kurtzman e Chris Morgan para desenvolver todos os monstros clássicos do cinema, incluindo O Frankenstein, O Conde Drácula, O Lobisomem, O Homem Invisível, A Noiva do Frankenstein e A Múmia. A primeira tentativa de estabelecer tal franquia foi Dracula Untold, lançado em 2014 com Luke Evans no papel do vampiro. Porém a recepção morna do filme levou o estúdio a decidir ignorar como primeiro passo da franquia, mas com a hipótese de trazer Evans de volta.
Em dezembro de 2014 a Universal contratou Jay Basu para escrever um filme não revelado para este novo universo compartilhado. O presidente da Universal, em uma entrevista em novembro, afirmou que os novos filmes teriam mais ação e aventura ao invés de de horror, e seriam fixados em uma configuração a fim de "reimaginá-los e reintroduzi-los para um público contemporâneo." Em agosto de 2015 Alex Kurtzman anunciou o novo filme da série que será uma mistura de terror e outros gêneros de ficção.
Em novembro de 2013, a Universal Pictures anunciou a data de estreia do reboot de A Múmia nos Estados Unidos que estava programada para 22 de abril de 2016.
Em maio de 2014, o diretor Andres Muschietti abandonou a direção do do filme da Múmia por diferenças criativas, que pela visão de Andres Muschietti gostaria de uma abordagem mais sombria, mas a Universal Pictures queria um filme mais leve e livre para a família, já com o roteiro e quase finalizado por Jon Spaihts, com Sean Daniels, Alex Kurtzman e Roberto Orci na produção, o filme estava previsto para estrear no dia 22 de abril de 2016.
Após a saída de Andres Muschietti da direção do filme da Múmia, a Universal Pictures colocou na direção Alex Kurtzman que tinha sido contratado também para fazer a franquia de filmes de monstros da Universal. Em agosto de 2014, o filme da Múmia foi adiado para não concorrer na bilheteria com outro filme da Universal Pictures, a estreia ficou marcada para 24 de junho de 2016. Em dezembro de 2015, foi revelado que a atriz Sofia Boutella estava em negociações para entrar no elenco do filme como a Múmia, o filme estava marcado para estrear em 9 de junho de 2017. Em janeiro de 2015, a Universal Pictures revelou que o ator Tom Cruise irá protagonizar o filme da Múmia. O elenco também incluía Russell Crowe como Dr. Henry Jekyll/Edward Hyde. As filmagens começaram em 3 de Abril de 2016 em Oxford, Reino Unido. É também foi filmado em Surrey. Em 17 de julho de 2016 as filmagens foram feitas em Londres, Inglaterra. Em seguida as filmagens do filme se moveram para Namibia onde foram concluídas em 13 de agosto de 2016.
Na metade de 2017, a Universal inaugurou a franquia Dark Universe com o remake de A Múmia' estrelado por Tom Cruise. A ideia desse universo compartilhado era trazer de volta monstros icônicos como Frankenstein, a ser interpretado por Javier Bardem, e o Homem Invisível, com Johnny Depp Porém o fraco desempenho de A Múmia nas bilheterias norte americanas, somado às críticas negativas que consideraram o filme muito disperso em sua tentativa de lançar uma franquia ao invés de contar sua própria história, acabaram por cancelar tais planos. Os produtores Alex Kurtzman e Chris Morgan decidiram abandonar seus cargos, e o filme do Homem Invisível lançado em 2020 acabaria separado dos planos de uma franquia.